# Államok vezetőinek listája 1942-ben
Ezen az oldalon az 1942-ben fennálló államok vezetőinek névsora olvasható földrészek, majd országok szerinti bontásban.

## Európa
- Albánia (olasz protektorátus megszállás alatt)
  - Uralkodó – III. Viktor Emánuel albán király (1939–1943)
  - Helytartó – Francesco Jacomoni (1939–1943), Albánia helytartója
  - Kormányfő – Mustafa Kruja (1941–1943), lista
- Andorra (parlamentáris társhercegség)
  - Társhercegek
    - Francia társherceg – Philippe Pétain (1940–1944), lista
    - Episzkopális társherceg – Ricard Fornesa i Puigdemasa (1940–1943), ügyvivő, lista
- Belgium (monarchia)
  - Német kormányzó – Alexander von Falkenhausen (1940–1944)
  - Belga kormány száműzetésben
Uralkodó – III. Lipót király (1934–1951) (házi őrizetben)[1]
Kormányfő - Hubert Pierlot (1939–1945), lista
- Bolgár Cárság (monarchia)
  - Uralkodó – III. Borisz cár (1918–1943)
  - Kormányfő – Bogdan Filov (1940–1943), lista
- Cseh–Morva Protektorátus (német protektorátus)
  - Német kormányzó –
    1. Konstantin von Neurath (1939–1943)
    2. Reinhard Heydrich (1941–1942), ügyvezető
    3. Kurt Daluege (1942–1943), ügyvezető

  - Államfő - Emil Hácha (1938–1945), lista
  - Kormányfő – Jaroslav Krejčí (1942–1945), lista
  - Csehszlovák emigráns kormány
    - Elnök - Edvard Beneš (1940–1945)
    - Kormányfő - Jan Šrámek (1940–1945)
- Dánia (német megszállás alatt)
  - Uralkodó – X. Keresztély király (1912–1947)
  - Régens – Frigyes koronaherceg (1942–1943)
  - Kormányfő –
    1. Thorvald Stauning (1929–1942)
    2. Vilhelm Buhl (1942)
    3. Erik Scavenius (1942–1943), lista

  - Német kormányzó - 
    1. Cécil von Renthe-Fink (1940–1942)
    2. Werner Best (1942–1945)
- Egyesült Királyság (parlamentáris monarchia)
  - Uralkodó – VI. György Nagy-Britannia királya (1936–1952)
  - Kormányfő – Winston Churchill (1940–1945), lista
- Finnország (köztársaság)
  - Államfő – Risto Ryti (1940–1944), lista
  - Kormányfő – Johan Wilhelm Rangell (1941–1943), lista
  -  Åland –
    - Kormányfő – Viktor Strandfält (1938–1955)
- Franciaország (köztársaság)
- Németország 1942. novemberében foglalta el.
  - Államfő – Philippe Pétain (1940–1944), lista
  - Kormányfő – 
    1. Philippe Pétain (1940–1942)
    2. Pierre Laval (1942–1944), lista
- Görögország (a tengelyhatalmak megszállása alatt)
  - Német kormányzó – Günther Altenburg (1941–1943)
  - Olasz kormányzó – Pellegrino Ghigi (1941–1943)
  - Államfő –
    1. Jorgosz Colakoglu (1941–1942)
    2. Konsztandínosz Logothetópulosz (1942–1943), lista

  - Görög emigráns kormány
  - Uralkodó – II. György király (1935–1947)
  - Kormányfő – Emanuíl Cuderósz (1941–1944)
- Hollandia (német megszállás alatt)
  - Német kormányzó - Arthur Seyß-Inquart (1940–1945)
  - Holland emigráns kormány
  - Uralkodó – Vilma királynő (1890–1948)
  - Miniszterelnök – Pieter Sjoerds Gerbrandy (1940–1945), lista
- Horvátország (német bábállam, német megszállás alatt)
  - Uralkodó – II. Tomiszláv király (1941–1943)
  - Államfő – Ante Pavelić (1941–1945)
  - Kormányfő – Ante Pavelić (1941–1943)
- Izland (parlamentáris monarchia)
  - Uralkodó - X. Keresztély (1918–1944)
  - Régens - Sveinn Björnsson (1941–1944)
  - Kormányfő – 
    1. Hermann Jónasson (1934–1942)
    2. Ólafur Thors (1942)
    3. Björn Þórðarson (1942–1944), lista
- Írország
  - Uralkodó – VI. György ír király (1936–1949)
  - Államfő – Douglas Hyde (1938–1945), lista
  - Kormányfő – Éamon de Valera (1932–1948), lista
- Lengyelország (Németország annektálta)
  - Lengyel emigráns kormány
  - Államfő – Władysław Raczkiewicz (1939–1947)
  - Kormányfő – Władysław Sikorski (1939–1943), lista
- Liechtenstein (parlamentáris monarchia)
  - Uralkodó – II. Ferenc József herceg (1938–1989)
  - Kormányfő – Josef Hoop (1928–1945), lista
- Luxemburg (Németország annektálta)
  - Luxembourgi emigráns kormány
  - Uralkodó – Sarolta nagyhercegnő (1919–1964)[2]
  - Kormányfő – Pierre Dupong (1937–1953),[3] lista
- Magyar Királyság (monarchia)
  - Államfő – Horthy Miklós (1920–1944), lista
  - Kormányfő – 
    1. Bárdossy László (1941–1942)
    2. Keresztes-Fischer Ferenc (1942), ügyvivő
    3. Kállay Miklós (1942–1944), lista
- Monaco (olasz/német megszállás alatt)
- 1942. november 16-án olasz megszállás alá került.
  - Uralkodó – II. Lajos herceg (1922–1949)
  - Államminiszter – Émile Roblot (1937–1944), lista
- Montenegró (olasz/német megszállás alatt)
  - Kormányzó – Alessandro Pirzio Biroli (1941–1943)
  - Kormányfő – Blažo Đukanović (1941–1943), a Nemzeti Bizottság elnöke
- Németország
  - Államfő - Adolf Hitler (1934–1945), lista
- Norvégia (német megszállás alatt)
  - Német kormányzó - Josef Terboven (1940–1945)
  - Kormányfő – Vidkun Quisling (1942–1945)
  - Norvég emigráns kormány:
  - Uralkodó – VII. Haakon király (1905–1957)[4]
  - Kormányfő - Johan Nygaardsvold (1935–1945),[4] lista
- Olaszország
  -  Olasz Királyság (monarchia)
  - Uralkodó -III. Viktor Emánuel király (1900–1946)
  - Kormányfő – Benito Mussolini (1922–1943), lista
- Portugália (köztársaság)
  - Államfő – Óscar Carmona (1926–1951), lista
  - Kormányfő – António de Oliveira Salazar (1933–1968), lista
- Román Királyság (monarchia)
  - Uralkodó – I. Mihály király (1940–1947)
  - Kormányfő – Ion Antonescu (1940–1944), lista
- San Marino (köztársaság)
  - San Marino régenskapitányai:
    1. Giuliano Gozi és Giovanni Lonfernini (1941–1942)
    2. Settimio Belluzzi és Celio Gozi (1942)
    3. Carlo Balsimelli és Renato Martelli (1942–1943), régenskapitányok
- Spanyolország (totalitárius állam)
  - Államfő – Francisco Franco (1936–1975)
  - Kormányfő – Francisco Franco (1938–1973), lista
- Svájc (konföderáció)
  - Szövetségi Tanács:[5]
  - Marcel Pilet-Golaz (1928–1944), Philipp Etter (1934–1959), elnök, Ernst Wetter (1938–1943), Enrico Celio (1940–1950),  Eduard von Steiger (1940–1951), Karl Kobelt (1940–1954), Walther Stampfli (1940–1947)
- Svédország (parlamentáris monarchia)
  - Uralkodó – V. Gusztáv király (1907–1950)
  - Kormányfő – Per Albin Hansson (1936–1946), lista
- Szerbia (német megszállás alatt)
  - Német kormányzó – Paul Bader (1941–1943), Szerbia főparancsnoka
  - Kormányfő – Milan Nedić (1941–1944), a Szerb Nemzeti Megmentés kormányának elnöke
  -  Jugoszláv Királyság emigráns kormány
  - Uralkodó – II. Péter király (1934–1945)[6]
  - Kormányfő –
    1. Dušan Simović (1941–1942)
    2. Slobodan Jovanović (1942–1943), lista
- Szlovákia (részben elismert állam)
  - Államfő – Jozef Tiso (1939–1945) lista
  - Kormányfő – Vojtech Tuka (1939–1944) lista
- Szovjetunió (szövetségi népköztársaság)
  - A kommunista párt vezetője – Joszif Sztálin (1922–1953), a Szovjetunió Kommunista Pártjának főtitkára
  - Államfő – Mihail Kalinyin (1919–1946), lista
  - Kormányfő – Joszif Sztálin (1941–1953), lista
- Vatikán (abszolút monarchia)
  - Uralkodó – XII. Piusz pápa (1939–1958)
  - Államtitkár – Nicola Canali bíboros (1939–1961), lista

## Afrika
- Dél-afrikai Unió (monarchia)
  - Uralkodó – VI. György, Dél-Afrika királya (1936–1952)
  - Főkormányzó – Sir Patrick Duncan (1937–1943), Dél-Afrika kormányát igazgató tisztviselő
  - Kormányfő – Jan Smuts (1939–1948), lista
- Egyiptom (monarchia)
  - Uralkodó – Fárúk király (1936–1952)
  - Kormányfő – 
    1. Huszejn Szerri Pasa (1940–1942)
    2. Musztafa en-Nahhász Pasa (1942–1944), lista
- Etiópia (monarchia)
  - Uralkodó – Hailé Szelasszié császár (1930–1974)[7]
  - Miniszterelnök – 
    1. Wolde Tzaddick (1936–1942)[8]
    2. Makonnen Endelkacsu (1942–1957), lista
- Libéria (köztársaság)
  - Államfő – Edwin Barclay (1930–1944), lista

## Dél-Amerika
- Argentína (köztársaság)
  - Államfő – 
    1. Roberto María Ortiz (1938–1942)
    2. Ramón S. Castillo (1942–1943), lista
- Bolívia (köztársaság)
  - Államfő – Enrique Peñaranda (1940–1943), lista
- Brazília (köztársaság)
  - Államfő – Getúlio Vargas (1930–1945), lista
- Chile (köztársaság)
  - Államfő – 
    1. Jerónimo Méndez (1941–1942)
    2. Juan Antonio Ríos (1942–1946), lista
- Ecuador (köztársaság)
  - Államfő – Carlos Alberto Arroyo del Río (1940–1944), lista
- Kolumbia (köztársaság)
  - Államfő – 
    1. Eduardo Santos (1938–1942)
    2. Alfonso López Pumarejo (1942–1945), lista
- Paraguay (köztársaság)
  - Államfő – Higinio Moríñigo (1940–1948), lista
- Peru (köztársaság)
  - Államfő – Manuel Prado Ugarteche (1939–1945), lista
  - Kormányfő – Alfredo Solf y Muro (1939–1944), lista
- Uruguay (köztársaság)
  - Államfő – Alfredo Baldomir (1938–1943), lista
- Venezuela (köztársaság)
  - Államfő – Isaías Medina Angarita (1941–1945), lista

## Észak- és Közép-Amerika
- Amerikai Egyesült Államok (köztársaság)
  - Államfő – Franklin D. Roosevelt (1933–1945), lista
- Costa Rica (köztársaság)
  - Államfő – Rafael Ángel Calderón Guardia (1940–1944), lista
- Dominikai Köztársaság (köztársaság)
  - De facto országvezető – Rafael Trujillo Molina (1930–1961)
  - Államfő – 
    1. Manuel de Jesús Troncoso de la Concha (1940–1942)
    2. Rafael Trujillo Molina (1942–1952), lista
- Salvador (köztársaság)
  - Államfő – Maximiliano Hernández Martínez (1935–1944), lista
- Guatemala (köztársaság)
  - Államfő – Jorge Ubico (1931–1944), lista
- Haiti (köztársaság)
  - Államfő – Élie Lescot (1941–1946), lista
- Honduras (köztársaság)
  - Államfő – Tiburcio Carías Andino (1933–1949), lista
- Kanada (parlamentáris monarchia)
  - Uralkodó – VI. György király (1936–1952)
  - Főkormányzó – Alexander Cambridge (1940–1946), lista
  - Kormányfő – William Lyon Mackenzie King (1935–1948), lista
- Kuba 
  - Államfő – Fulgencio Batista (1940–1944), lista
  - Kormányfő – 
    1. Carlos Saladrigas Zayas (1940–1942)
    2. Ramón Zaydín (1942–1944), lista
- Mexikó (köztársaság)
  - Államfő – Manuel Ávila Camacho (1940–1946), lista
- Nicaragua (köztársaság)
  - Államfő – Anastasio Somoza (1937–1947), lista
- Panama (köztársaság)
  - Államfő – Ricardo Adolfo de la Guardia Arango (1941–1945), lista

## Ázsia
- Afganisztán (monarchia)
  - Uralkodó – Mohamed Zahir király (1933–1973)
  - Kormányfő – Mohammad Hasim Khan (1929–1946), lista
- Irak (monarchia)
  - Uralkodó – II. Fejszál király (1939–1958)
  - Régens – 'Abd al-Ilah régens (1941–1953)
  - Kormányfő – Núri al-Szaid (1941–1944), lista
- Irán (monarchia)
  - Uralkodó – Mohammad Reza Pahlavi sah (1941–1979)
  - Kormányfő –
    1. Mohammad Ali Foroughi (1941–1942)
    2. Ali Szoheili (1942)
    3. Ahmad Kavam (1942–1943), lista
- Japán (császárság)
  - Uralkodó – Hirohito császár (1926–1989)
  - Kormányfő – Tódzsó Hideki (1941–1944), lista
- Jemen (monarchia)
  - Uralkodó – Jahia Mohamed Hamidaddin király (1904–1948)[9]
- Kína (köztársaság)
  - Államfő – Lin Szen (1931–1943), Kína Nemzeti Kormányának elnöke, lista
  - Kormányfő – Csang Kaj-sek (1939–1945), lista
  -  Nankingi Kínai Köztársaság (japán bábállam)
    - Államfő - Vang Csing-vej (1940–1944)

  -  Mandzsukuo (japán bábállam)
    - Uralkodó - Pu Ji (1932–1945)
    - Kormányfő - Csang Csing-huj (1935–1945)

  -  Tibet (el nem ismert, de facto független állam)
    - Uralkodó – Tendzin Gyaco, Dalai láma (1937–)[10]
- Maszkat és Omán (abszolút monarchia)
  - Uralkodó – III. Szaid szultán (1932–1970)
- Mongólia (népköztársaság)
  - A kommunista párt vezetője – Jumdzságin Cedenbál (1940–1954), a Mongol Forradalmi Néppárt Központi Bizottságának főtitkára
  - Államfő – Goncsigín Bumcend (1940–1953), Mongólia Nagy Népi Hurálja Elnöksége elnöke, lista
  - Kormányfő – Horlógín Csojbalszan (1939–1952), lista
- Nepál (alkotmányos monarchia)
  - Uralkodó – Tribhuvana király (1911–1950)
  - Kormányfő – Dzsuddha Samser Dzsang Bahadur Rana (1932–1945), lista
- Szaúd-Arábia (abszolút monarchia)
  - Uralkodó – Abdul-Aziz király (1902–1953)[11]
- Thaiföld (parlamentáris monarchia)
  - Uralkodó – Ananda Mahidol király (1935–1946)
  - Kormányfő – Plek Pibunszongram (1938–1944), lista
- Törökország (köztársaság)
  - Államfő – İsmet İnönü (1938–1950), lista
  - Kormányfő – 
    1. Refik Saydam (1939–1942)
    2. Ahmet Fikri Tüzer (1942), ideiglenes
    3. Şükrü Saracoğlu (1942–1946), lista
- Tuva (népköztársaság)
  - A kommunista párt főtitkára – Szalcsak Toka (1932–1944)
  - Államfő – Hertek Ancsimaa-Toka (1940–1944)
  - Kormányfő – Szarig-Dongak Csimba (1940–1944)

## Óceánia
- Ausztrália (parlamentáris monarchia)
  - Uralkodó – VI. György Ausztrália királya (1936–1952)
  - Főkormányzó – Alexander Hore-Ruthven (1936–1945), lista
  - Kormányfő – John Curtin (1941–1945), lista
- Új-Zéland (parlamentáris monarchia)
  - Uralkodó – VI. György Új-Zéland királya (1936–1952)
  - Főkormányzó – Sir Cyril Newall (1941–1946), lista
  - Kormányfő – Peter Fraser (1940–1949), lista